# ثيوفيلانثروبي

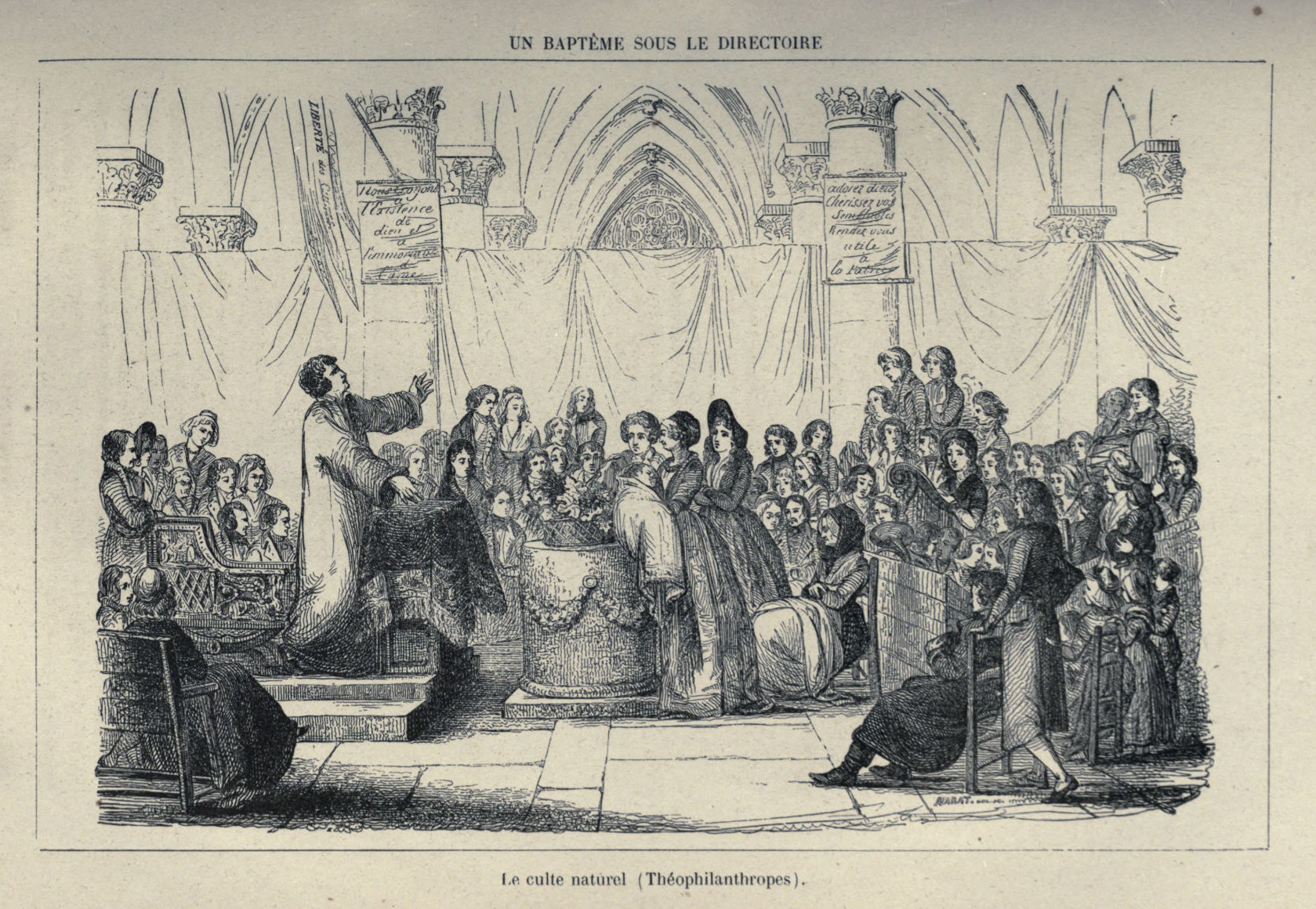
ثيوفيلانثروبس، خلال الثورة الفرنسية.

كان الثيوفيلانثروبيون ("أصدقاء الله والإنسان") طائفة ربوبية تشكلت في فرنسا خلال الجزء الأخير من الثورة الفرنسية.